# 高速民用运输机计划

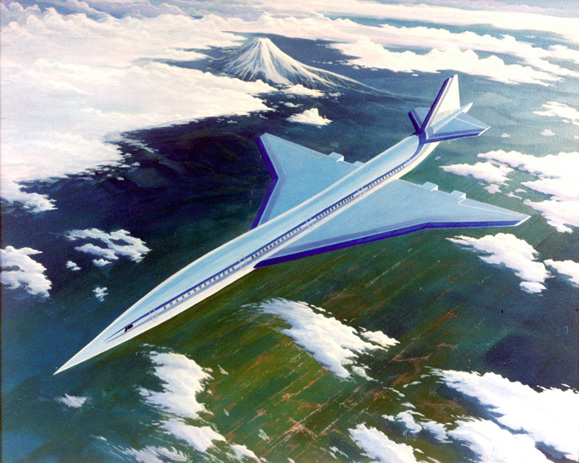
超音速客运飞机

高速民用运输机计划（High Speed Civil Transport，HSCT），是美国国家航空航天局高速研究计划从1990年开始规划的一种超音速客运飞机。这个项目还吸收了波音公司超音速运输机（supersonic transport）的部分研究成果。按照麦道公司做出的规划， 这种飞机在兼顾经济以及环保方面可行性的同时，能够运载300名乘客，以2.4马赫的飞行速度航行5000海里以上的距离。根据当初的预测，市场上需要500架超音速飞机，可以提供2000亿美元的市场份额和14万个工作岗位。原计划2010年进行第一架飞机的首飞。但项目最终于1999年被终止。